# Ahilya townesorum
Ahilya townesorum là một loài tò vò trong họ Ichneumonidae.